# Laura Pirovano
Laura („Lolli“) Pirovano (* 20. November 1997 in Trient) ist eine italienische Skirennläuferin. Sie ist auf die schnellen Disziplinen Abfahrt und Riesenslalom spezialisiert.

## Biografie
Pirovano stammt aus Spiazzo in der Provinz Trentino. Im Alter von 16 Jahren startete sie ab November 2013 an FIS-Rennen, wobei sie zunächst in allen Disziplinen antrat. Ihren ersten Einsatz im Europacup hatte sim im Februar 2014 im Riesenslalom von Monte Pora; es handelte sich um den einzigen in diesem Winter. Im Januar 2015 nahm sie am Europäischen Olympischen Winter-Jugendfestival 2015 in Malbun teil und gewann dort die Silbermedaille im Riesenslalom. Zwei Monate später folgten auf der Alpe Cermis die beiden ersten Siege in FIS-Rennen. In der Europacupsaison 2015/16 erreichte Pirovano 13 Top-Zehn-Platzierungen. Dabei errang sie in Sestriere den dritten Platz im Riesenslalom und holte im Riesenslalom von Kvitfjell ihren ersten Sieg auf dieser Stufe, was für den dritten Rang in der Gesamtwertung reichte. Wie im Vorjahr wurde sie italienische Riesenslalom-Juniorenmeisterin im Riesenslalom.
Ihr Debüt im Weltcup hatte Pirovano am 22. Oktober 2016 im Riesenslalom von Sölden, wo sie im ersten Durchgang ausschied. Im Europacup erzielte sie im Verlaufe des Winters 2016/17 vier Podestplätze, darunter einen Sieg in der Abfahrt von Crans-Montana. Dies reichte für den zweiten Platz in der Abfahrts-Disziplinenwertung, wodurch sie sich einen Fixstartplatz für die nächste Weltcupsaison sicherte. Bei den Juniorenweltmeisterschaften 2017 in Åre gewann sie die Goldmedaille im Riesenslalom, vor Katharina Liensberger und Chiara Mair. Erstmals Weltcuppunkte gewann Pirovano am 28. Oktober 2017 als 19. des Riesenslaloms von Sölden. Drei Wochen später verstauchte sie sich im Training das rechte Knie und zog sich eine Knochenprellung zu, die sie zu einer zweimonatigen Pause zwang. Bei ihrer Rückkehr in den Weltcup in Cortina d’Ampezzo am 21. Januar 2018 erlitt im Super-G bei einem erneuten Sturz einen Riss des vorderen Kreuzbandes und des Meniskus im rechten Knie, was das sofortige Saisonende bedeutete.
Pirovano hatte in der Folge Mühe, an ihre früheren Leistungen anzuknüpfen. Weder konnte sie im Winter 2018/19 im Weltcup punkten, noch erreichte sie im Europacup Spitzenplatzierungen. In der Saison 2019/20 hingegen fuhr sie regelmäßig in die Punkteränge. Als Zehntplatzierte der Super-Kombination von Crans-Montana am 23. Februar 2020 gelang ihr erstmals eine Top-10-Platzierung im Weltcup. Vier weitere Ergebnisse unter den besten zehn gelangen ihr in der Weltcupsaison 2020/21, wobei der vierte Platz in der Abfahrt von Crans-Montana am 23. Januar 2021 ihr bestes Resultat war. In der Abfahrts-Disziplinenwertung belegte sie den sechsten Platz. Ihr Bestergebnis bei den Weltmeisterschaften 2021 in Cortina d’Ampezzo war Platz 12 in der Abfahrt. Am 15. Oktober 2021 stürzte Pirovano in Sölden beim Training kurz vor Saisonbeginn schwer; sie zog sich einen Kreuzbandriss im linken Knie zu und verpasste die gesamte Saison.
Im Dezember 2022 griff Pirovano wieder ins Renngeschehen ein. Sie fand rasch wieder den Anschluss an die Weltspitze und klassierte sich im Verlaufe des Weltcupwinters zweimal unter den besten zehn.

## Erfolge

### Weltmeisterschaften
- Cortina d’Ampezzo 2021: 8. Mannschaftswettbewerb, 12. Abfahrt, 26. Riesenslalom
- Méribel 2023: 14. Abfahrt
- Saalbach-Hinterglemm 2025: 13. Abfahrt, 18. Super-G

### Weltcup
- 14 Platzierungen unter den besten zehn, davon 6 unter den besten fünf

### Weltcupwertungen
| Saison  | Gesamt | Gesamt | Abfahrt | Abfahrt | Super-G | Super-G | Riesenslalom | Riesenslalom | Kombination | Kombination | Parallel | Parallel |
| Saison  | Platz  | Punkte | Platz   | Punkte  | Platz   | Punkte  | Platz        | Punkte       | Platz       | Punkte      | Platz    | Punkte   |
| ------- | ------ | ------ | ------- | ------- | ------- | ------- | ------------ | ------------ | ----------- | ----------- | -------- | -------- |
| 2017/18 | 114.   | 12     | –       | –       | –       | –       | 40.          | 12           | –           | –           | –        | –        |
| 2019/20 | 40.    | 154    | 26.     | 69      | 35.     | 29      | 41.          | 12           | 19.         | 26          | 25.      | 18       |
| 2020/21 | 22.    | 273    | 6.      | 220     | 26.     | 48      | 56.          | 5            | –           | –           | –        | –        |
| 2022/23 | 42.    | 207    | 21.     | 136     | 27.     | 71      | –            | –            | –           | –           | –        | –        |
| 2023/24 | 27.    | 365    | 10.     | 216     | 16.     | 149     | –            | –            | –           | –           | –        | –        |

### Europacup
- Saison 2015/16: 3. Gesamtwertung, 5. Riesenslalomwertung, 10. Abfahrtswertung
- Saison 2016/17: 4. Gesamtwertung, 2. Abfahrtswertung, 10. Super-G-Wertung, 10. Riesenslalomwertung
- 6 Podestplätze, darunter 2 Siege:

| Datum             | Ort           | Land     | Disziplin    |
| ----------------- | ------------- | -------- | ------------ |
| 11. Dezember 2015 | Kvitfjell     | Norwegen | Riesenslalom |
| 19. Februar 2017  | Crans-Montana | Schweiz  | Abfahrt      |

### Juniorenweltmeisterschaften
- Sotschi 2016: 9. Riesenslalom, 11. Abfahrt, 15. Super-G
- Åre 2017: 1. Riesenslalom, 5. Super-G, 7. Kombination, 18. Abfahrt

### Weitere Erfolge
- 2 italienische Juniorenmeistertitel: Riesenslalom 2015 und 2016
- 3 Siege in FIS-Rennen
- Europäisches Olympisches Jugendfestival 2015: 2. Riesenslalom, 10. Slalom